# Matt Lintz
Matthew Lintz (Fargo (Georgia), 23 mei 2001), professioneel bekend als Matt Lintz, is een Amerikaans acteur. Hij speelde in diverse films en televisieseries, waaronder Pixels, The Walking Dead en Ms. Marvel.
Lintz is het jongere broertje van actrices Mackenzie Lintz en Madison Lintz.

## Filmografie

### Film
- 2009: Halloween II, als Mark
- 2010: The Crazies, als radeloze zoon
- 2010: The Way Home, als Tucker Simpkins
- 2011: A Cinderella Story: Once Upon a Song, als Victor Van Ravensway
- 2011: Level Up, als padvinder
- 2012: A Smile as Big as the Moon, als Shawn Kersjes
- 2012: Piranha 3DD, als David
- 2012: What to Expect When You're Expecting, als ontwrichtende jongen
- 2014: Kill the Messenger, als Eric Webb
- 2015: Pixels, als Matty van Patten
- 2016: The Free State of Jones, als jonge Coleman Brother

### Televisie
- 2010: Memphis Beat, als Scotty Groves
- 2011: Army Wives, als Chris
- 2012: Revolution, als Jack
- 2013: Banshee, als Horace
- 2013: Sleepy Hollow, als Thomas Grey
- 2018: The Alienist, als Stevie Taggert
- 2018-2019: The Walking Dead, als Henry
- 2022: Ms. Marvel, als Bruno Carrelli